# Antiochia Arabis

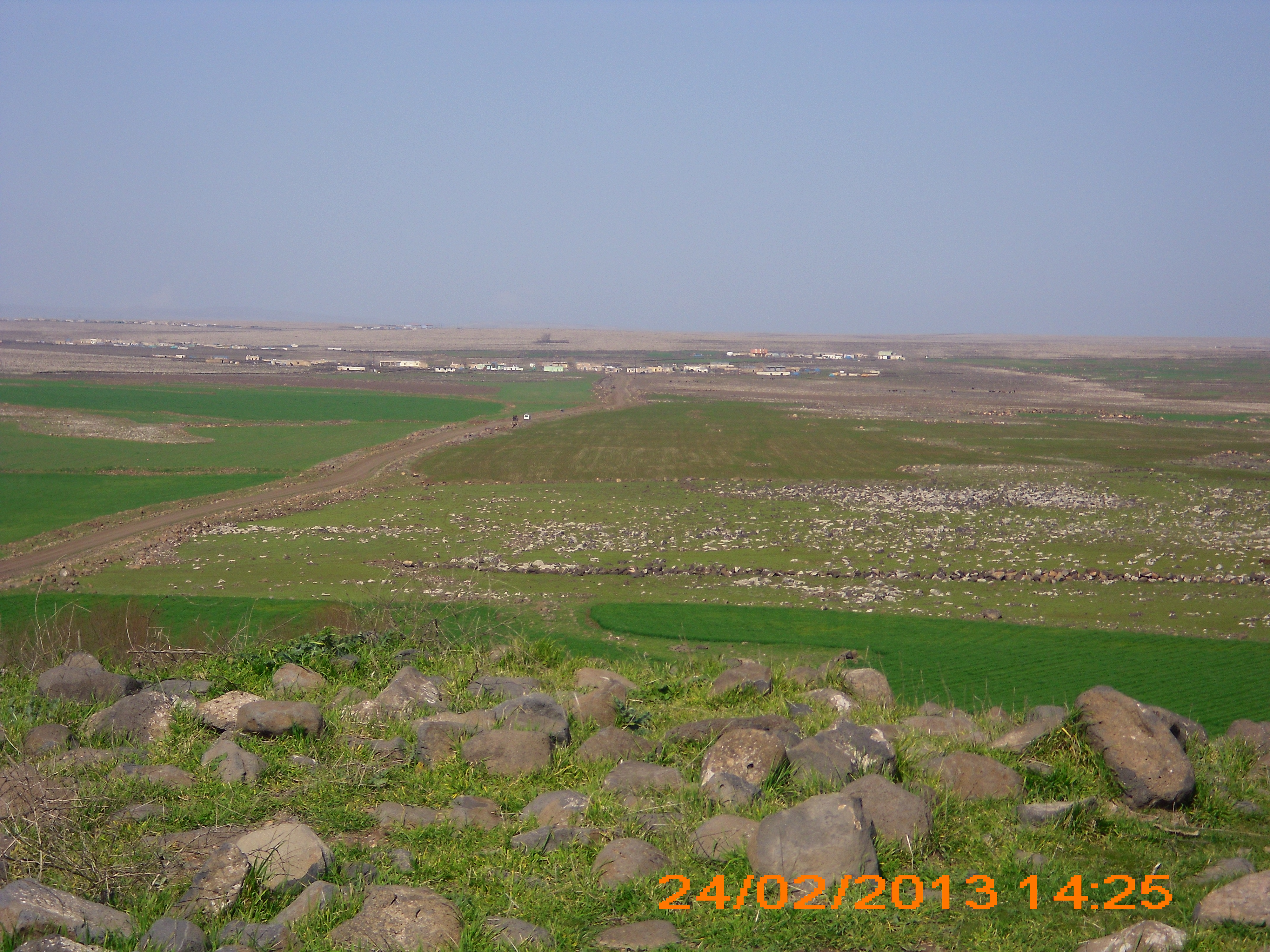
Viranşehir, Oost-Turkije, ooit Noord-Mesopotamië

Antiochië Arabis was een van de drie steden in Mesopotamië met de naam Antiochië. Het gaat om de huidige stad Viranşehir, in Oost-Turkije, in de provincie Şanlıurfa.
De naam ‘Arabis’ is verwarrend. Deze naam komt van Plinius de Oudere in de Klassieke Oudheid. Het was ongewoon dat Plinius een stad in noordelijk Mesopotamië omschreef als ‘Arabisch’ daar waar Romeinen de naam Arabia voor een meer zuidelijk gelegen streek gebruikten. Waarschijnlijk was Plinius de Oudere niet bekend met de grenzen van Osroene, een brokstuk van het enorme Seleucidenrijk.

## Historiek
Toen de Seleuciden heersten over het Midden-Oosten stichtte Nikanor, gouverneur van Mesopotamië, de stad (4e eeuw v.Chr). Van deze gouverneur verhaalt geen andere Romeinse geschiedschrijver, enkel Plinius de Oudere. Nikanor gaf de stad de naam Antiochië als eerbetoon aan de dynastie der Seleuciden, waar meerdere koningen met de naam Antiochus voorkwamen.
Antiochia Arabis lag op de weg tussen de twee andere steden in Mesopotamië met de naam Antiochië. In het westen lag Antiochia aan de rivier Callirrhoë, ook Edessa genoemd. In het oosten lag Antiochia aan de rivier Mygdon, ook Nisibis genoemd. Zowel de rivier Callirhoë als Mygdon zijn zijrivieren van de Eufraat, een grote stroom in Mesopotamië.
Antiochia Arabis was de kleinste van de drie steden met de naam Antiochië gelegen in Mesopotamië. Volgens historici kan de naam Antiochia Arabis eenvoudig wijzen naar Edessa of naar Nisibis, doch hiervoor zijn er onvoldoende argumenten. Alleszins wijst het verlies van de naam Antiochië in de drie steden op de tanende invloed van de Seleuciden in Noord-Mesopotamië. Dit verlies trad op in de 1e eeuw v.Chr en nadien in de 1e eeuw n.Chr. toen Parthen, Armeniërs, Perzen en Romeinen de streek binnenvielen. De stad Antiochia Arabis werd meerdere malen verwoest. Na de Seleuciden kwamen nieuwe namen in gebruik voor de stad, naargelang de bevolkingsgroep.

## Andere namen
- Tella, Assyrische en Syrische naam
- Konstantina, Oud-Griekse of Helleense naam, ook de Byzantijnse naam
- Maximianopolis, Antoninopolis, Romeinse namen genoemd naar hun keizers; de stad lag in de Romeinse provincie Osroene
- Wêranşar, Koerdische naam
- Viranşehir, Turkse naam

## Geboren in Tella
- Jacobus Baradaeus (5e eeuw), kerkvader van de Syrische christenen